# Ochotnicza Straż Pożarna w Częstochowie
Ochotnicza Straż Pożarna w Częstochowie – ochotnicza formacja pożarnicza, działająca w Częstochowie od 1871 roku.

## Historia
Impulsem do powstania w Częstochowie straży pożarnej był pożar miasta z 1871 roku, który wykazał całkowitą nieskuteczność systemu opartego na obronie pożarowej bazującej na mobilizacji mieszkańców w razie zagrożenia. Stało się to przyczyną powołania w celu ochrony przeciwpożarowej wyspecjalizowanej służby.
Za datę powstania straży pożarnej w Częstochowie przyjmuje się 5 listopada 1871 roku, gdy na Rynku Miejskim zaprezentowano drużynę strażaków Straży Ogniowej Ochotniczej. Twórcami straży byli Julian Fuchs, który został jej prezesem, Teodor Łagodziński i Franciszek Rychlicki, naczelnik straży. W 1875 roku straż otrzymała od mieszczan deklarację o stałych składkach na utrzymanie jednostki, a w 1877 jej istnienie zatwierdził generał-gubernator warszawski. W 1882 roku straż otrzymała od władz miasta plac przy obecnej ul. Strażackiej, na którym zaplanowano budynki remizy. Z powodu polityki rusyfikacyjnej władz remizę wzniesiono dopiero w 1911 roku.
W początkowym okresie w straży pożarnej służyło 120 ochotników, początkowo słabo wyposażonych, ale sukcesywnie zaopatrywanych w nowy sprzęt. W połowie lat 20. rozpoczęto przygotowania do wymiany taboru konnego na samochodowy, a 13 maja 1928 roku odbyła się uroczysta prezentacja i poświęcenie zakupionych wozów. W okresie międzywojennym w częstochowskiej straży służyło ok. 200 ochotników. Straż posiadała wówczas trzy samochody z pełnym wyposażeniem i trzy beczkowozy, a także drabinę mechaniczną. W chwili wybuchu II wojny światowej straż skupiała 310 ochotników i 12 pojazdów. 
2 września 1939 roku częstochowska straż otrzymała rozkaz ewakuacji wraz z wyposażeniem do Lwowa. 17 września straż przebywała w Krasnymstawie, w następnych dniach została ograbiona przez Armię Czerwoną i Wehrmacht. Większość strażaków powróciła do miasta, jednak niemieckie władze okupacyjne nie zezwoliły na działalność ochotniczej straży, którą zamknięto w 1941 roku. Duża grupa strażaków działała w konspiracji.
Po II wojnie światowej blokowano rozwój OSP, siedziba straży przeszła na własność Zawodowej Straży Pożarnej. Walne zgromadzenie w 1949 roku podjęło decyzję o rozwiązaniu straży, ale decyzji nie zrealizowano. Straż została przez władze poddana nadzorowi. W 1993 roku częstochowska OSP utworzyła sekcję płetwonurków. 14 marca 1995 roku OSP została włączona przez Państwową Straż Pożarną do Krajowego Systemu Ratowniczo-Gaśniczego. Częstochowska straż brała udział w ratowaniu powodzian w Opolu i Wrocławiu podczas powodzi w 1997 roku.
Obecnie OSP Częstochowa działa jako Ochotnicza Straż Pożarna w Częstochowie Jednostka Ratownictwa Wodno-Nurkowego i jest wyspecjalizowana głównie w ratownictwie wodnym, podczas gdy ochroną przeciwpożarową zajmuje się Państwowa Straż Pożarna. W straży służy obecnie 30 płetwonurków, w tym 25 posiada uprawnia do nurkowania podlodowego. Na wyposażeniu znajduje się łódź aluminiowa silnikowa, ponton z silnikiem i 24 zestawy do nurkowania.